# Begrüßungsgeld
Begrüßungsgeld (« Argent de bienvenue ») est un programme d'aide financière que la RFA délivrait aux réfugiés et visiteurs de RDA ou de Pologne populaire qui pouvaient prouver leur ascendance allemande entre 1970 et le 29 décembre 1989.

## Historique
Le Begrüßungsgeld est un élément de l'Ostpolitik (« Politique de l'Est ») mise en place dès 1969 par gouvernement fédéral de Willy Brandt. Lors des permissions de sorties, les citoyens de RDA avaient le droit d'emmener avec eux au maximum 70 Ostmark. Le gouvernement fédéral décide alors de compléter la somme de 30 DM afin de les aider à faire face au coût de la vie côté ouest. Les visiteurs pouvaient faire jusqu'à deux demandes par an.
Jusqu'en 1984, on estime qu'il y a entre 40 et 60 000 visiteurs annuels qui ont reçu de l'argent.
À partir de 1985, du fait d'accord bilatéraux, le nombre de voyageurs est-allemands augmente de façon exponentielle : ils sont 1,3 million en 1987,.
Le 1er juillet 1987, la RDA réduit l'emport autorisé d'Ostmark à 15. Pour pallier cela, la RFA porte la prime à 100 DM le 26 août 1987, modifie la parité de change à 1 Ostmark pour 1 Westmark, et limite le pécule à une demande par personne et par an.
Sur l'exercice 1988, l'État fédéral aura distribué 260 000 000 DM ; cette même somme est reconduite au budget 1989,.
À partir du 30 décembre 1989, le gouvernement propose un change de 1:1 pour les 100 premiers Ostmark puis de 5:1.

## Modalités de délivrance
Le Begrüßungsgeld pouvait être demandé sur présentation du Personalausweis ou du passeport du citoyen de RDA auprès des autorités de la RFA.
L'opération était notée sur le document afin d'éviter des demandes répétées. Ce règlement pouvait être contourné par un rapport de perte et une nouvelle demande de pièces d'identité au retour en RDA.

## Photos

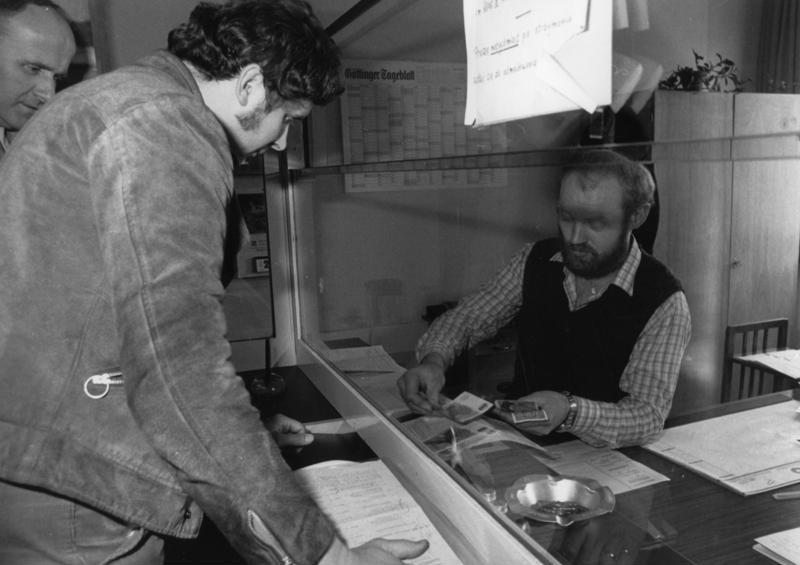
Begrüßungsgeld à proximité de la frontière de Friedland, Allemagne
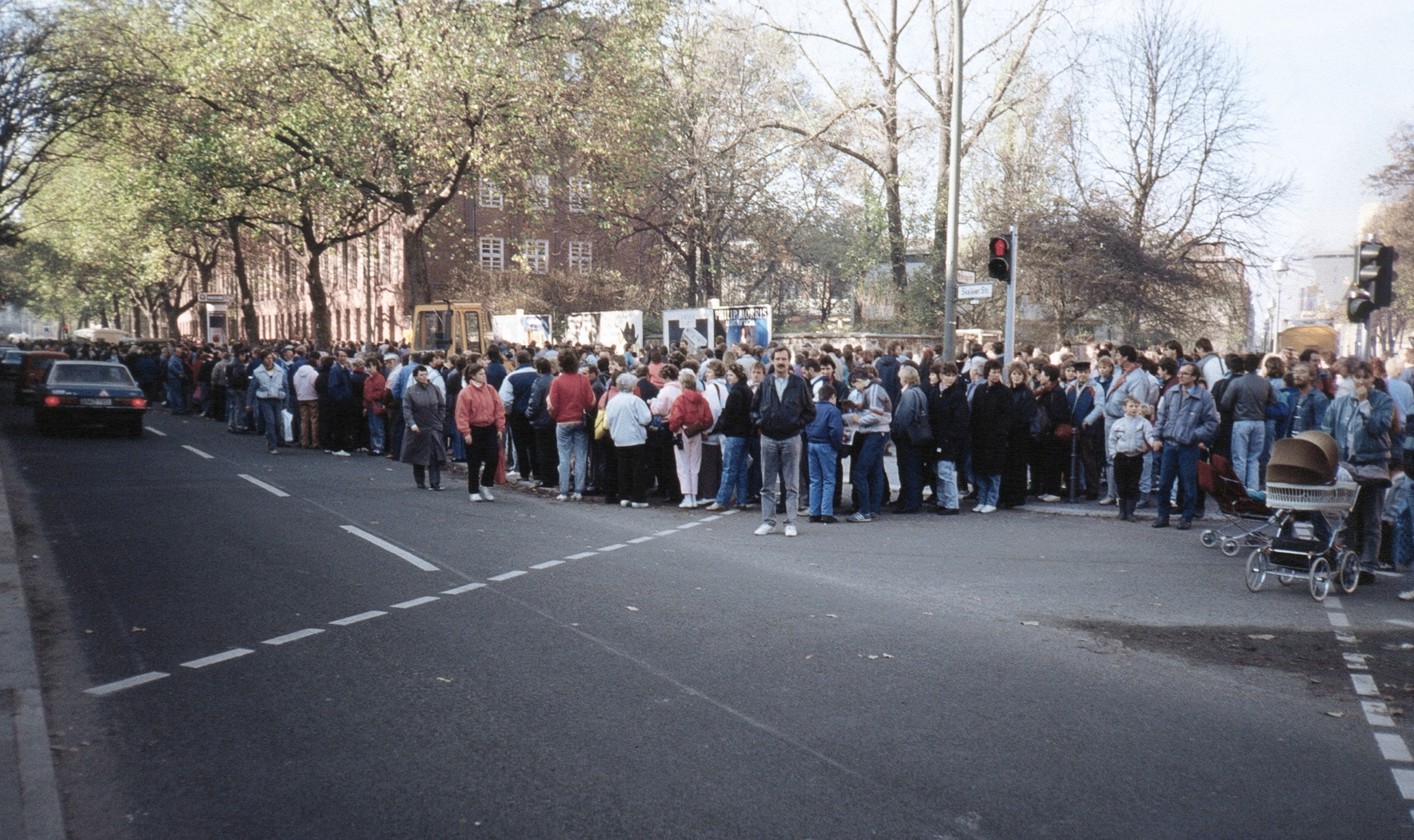
File d'attente au niveau de la Skalitzerstraße devant le bureau de poste 36 (Berlin, 11 novembre 1989)
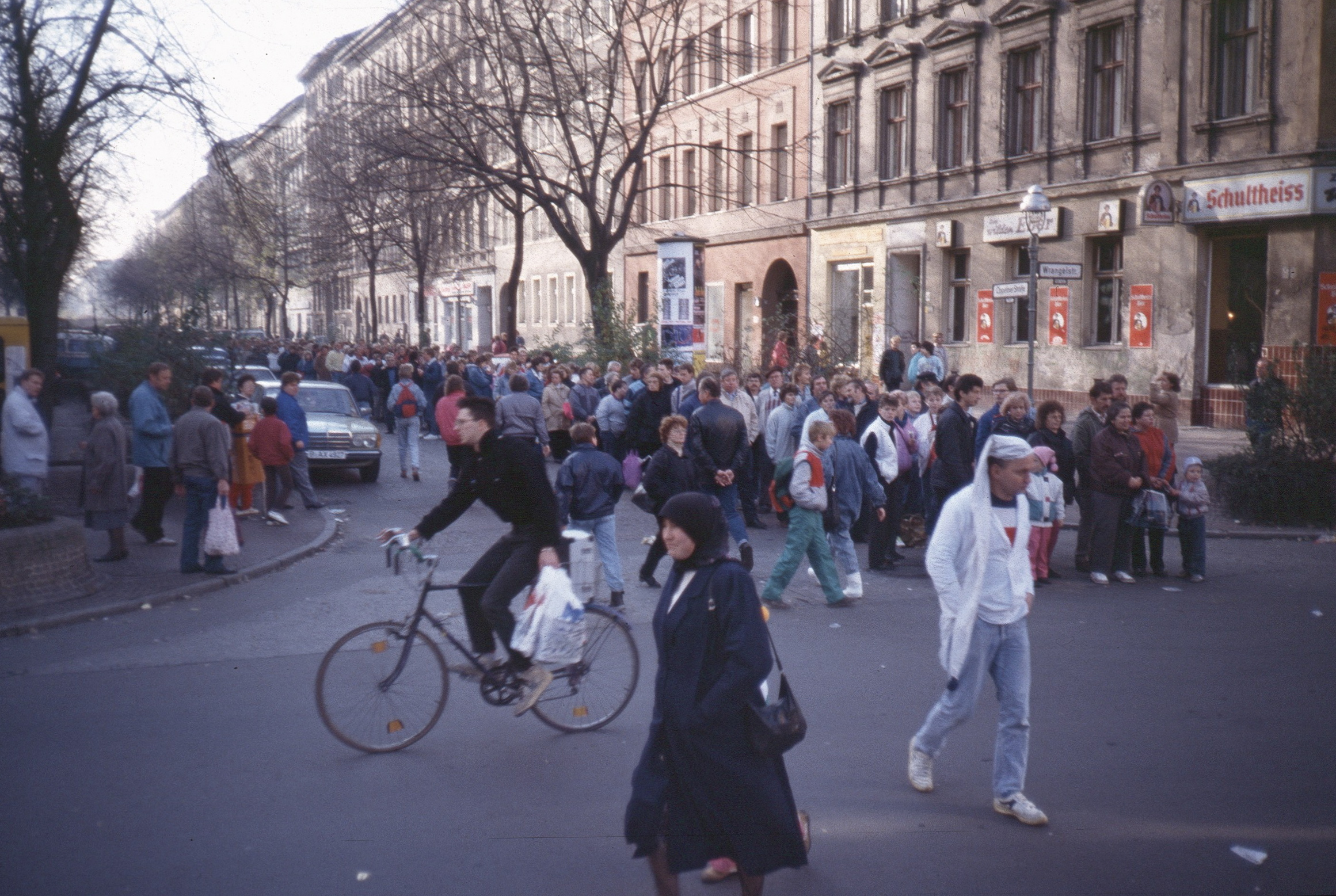
file d'attente peu après l'ouverture de la frontière berlinoise

## Sources
1. ↑  (de) Dieter Grosser, Das Wagnis der Währungs-, Wirtschafts- und Sozialunion. (Geschichte der deutschen Einheit, Band 2), Stuttgart, Deutsche Verlags-Anstalt, 1998, 584 p. (ISBN 3-421-05091-0), p. 133
2. ↑  (de) Hans-Herrman Hertle, Der Fall der Mauer. 2. Auflage. Westdeutscher Verlag, Opladen/Wiesbaden, 1999, 587 p. (ISBN 3-531-32927-8), p. 77-79
3. ↑  (de) Klaus Schroeder, Der Preis der Einheit, Eine Bilanz, Munich, Carl Hanser Verlag, 2000, 271 p. (ISBN 3-446-19940-3), p. 102
4. ↑  (de) Stiftung Deutsches Historisches Museum, Stiftung Haus der Geschichte der Bundesrepublik Deutschland, « Gerade auf LeMO gesehen: Jahreschronik 1987 », sur www.hdg.de (consulté le 7 octobre 2018)
5. ↑  (de) Ministère fédéral de l'Intérieur, Deutsche Einheit. Sonderedition aus den Akten des Bundeskanzleramtes 1989/90, Dokument 74, Treffen der Staatssekretäre, Munich, R. Oldenbourg Verlag, 1998, 484 p. (ISBN 3-486-56360-2)
6. ↑  (de) « Bonn: Auch künftig 100 Mark für jeden DDR-Bürger », sur www.remote.org (consulté le 7 octobre 2018)